# Focus group
Il focus group (o gruppo di discussione), che nasce negli Stati Uniti ad opera  Herta Herzog negli anni '40 del Novecento, è una tecnica qualitativa utilizzata nelle ricerche delle scienze umane e sociali, in cui un gruppo di persone è invitato a parlare, discutere e confrontarsi riguardo all'atteggiamento personale nei confronti di un tema, di un prodotto, di un progetto, di un concetto, di una pubblicità, di un'idea o di un personaggio. Le domande sono fatte in modo interattivo, infatti, i partecipanti al gruppo sono liberi di comunicare con gli altri membri, seguiti dalla supervisione di un conduttore (in genere il ricercatore o un suo assistente). Nel mondo del marketing, i focus group sono uno strumento importante per l'acquisizione di riscontri riguardo ai nuovi prodotti. In particolare, i focus group permettono alle aziende che desiderano sviluppare, nominare o esaminare un nuovo prodotto di discutere, osservare e/o esaminare il nuovo prodotto, prima che esso sia messo a disposizione del pubblico. Ciò può fornire informazioni rilevanti sull'accettazione del prodotto da parte del suo mercato potenziale.

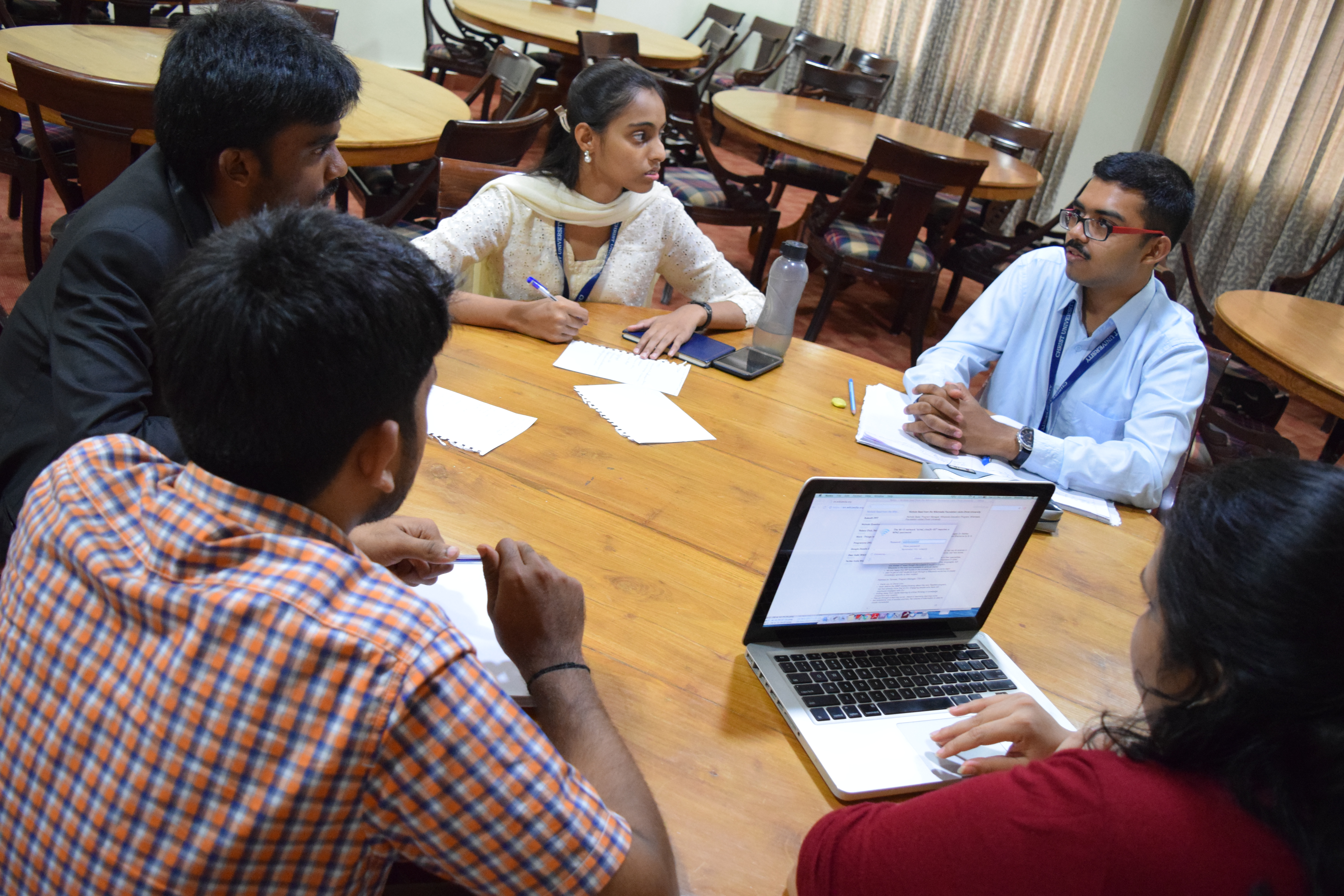
Studenti della Christ University impegnati una ricerca di gruppo

L'invenzione di questa tecnica qualitativa è stata ingiustamente attribuita a Robert K. Merton, in seguito all'azione del patriarcato sui lavori di Herta Herzog.
Ad oggi, Herta Herzog è stata riconosciuta come una delle più importati sociologhe dei processi comunicativi.

## Focus group tradizionale
Nei focus group tradizionali, utilizzati nell'area del marketing, un gruppo (pre-qualificato) pre-selezionato di persone si riunisce nella stessa stanza. I membri del gruppo vengono pre-selezionati per formare un sottogruppo rappresentativo di un particolare segmento di mercato. Nel gruppo ci sono generalmente dagli 8 ai 12 membri; la sessione dura solitamente tra l'ora e mezza e le due ore. Un moderatore guida il gruppo, con una discussione che sonda gli atteggiamenti relativi ai prodotti o ai servizi proposti al cliente. La discussione è non-strutturata (o strutturata in modo lieve) e il moderatore incoraggia il libero flusso delle idee. Anche se al moderatore vengono raramente indicate domande specifiche, ha spesso una lista degli obiettivi o un profilo previsto. I rappresentanti del cliente osservano la discussione da dietro uno specchio unidirezionale. I partecipanti non possono vedere fuori, ma i ricercatori e i loro clienti possono vedere dentro. Solitamente, una telecamera registra la riunione, in modo da permettere di visionare la sessione di lavoro anche a chi non è presente. I ricercatori non si limitano ad esaminare le discussioni, provando anche a interpretare il linguaggio del corpo e le dinamiche di gruppo.

## Tipi di focus group
Fra le varianti di focus group, vi è quella:
- a due vie: un focus group osserva un altro focus group e discute sulle interazioni e sulle conclusioni osservate.
- con due moderatori: un moderatore accerta che la sessione progredisca uniformemente, mentre l'altro accerta che vengano trattati tutti gli argomenti.
- con moderatori duellanti: due moderatori prendono deliberatamente parti opposte sull'argomento in discussione.
- con moderatore partecipante: a uno o più partecipanti viene richiesto di comportarsi temporaneamente come un moderatore.
- con clienti partecipanti: uno o più rappresentanti dei clienti partecipano alla discussione, o in segreto o in modo palese.
- mini: i gruppi sono formati da 4 o 5 persone invece che da 8 o 10 persone.
- in teleconferenza: vengono utilizzati dispositivi di teleconferenza.
- on-line: vengono utilizzati i computer e Internet.

I focus group tradizionali possono fornire informazioni esatte e sono meno costosi di altre forme tradizionali di ricerca di marketing. In ogni caso, possono esserci costi significativi: se un prodotto deve essere commercializzato su scala nazionale, è importante raccogliere persone provenienti da diversi punti del paese, in quanto gli atteggiamenti verso un nuovo prodotto possono variare in base a considerazioni geografiche. Ciò richiederebbe una notevole spesa per viaggi e alloggiamenti. Inoltre, il luogo dove si svolge un focus group tradizionale potrebbe essere conveniente o meno per lo specifico cliente, quindi i rappresentanti del cliente potrebbero incorrere anch'essi in spese di viaggio e alloggiamento.

## Focus group on-line
Con l'avvento delle reti informatiche su vasta scala, Internet su tutte, è ora possibile collegare gli intervistati elettronicamente. I soggetti condividono immagini, dati e le loro risposte sui propri monitor. Questo evita la spesa di cifre significative per i viaggi. I gruppi on-line sono solitamente limitati a 6 oppure 8 partecipanti. Il principale problema dei focus group on-line è quello di assicurare che gli intervistati siano rappresentativi di una popolazione più ampia (compresi quelli che non hanno un computer).
Mentre un tale sistema elimina alcuni problemi logistici e le spese legate alla conduzione dei focus group, richiede comunque che uno o più rappresentanti del cliente siano assieme al moderatore che conduce il focus group. Solo in questo modo si possono aggiungere al momento domande che sondino ulteriormente una particolare risposta.
Di conseguenza, c'è bisogno di un sistema e di un metodo per condurre i focus group attraverso partecipanti remoti, tra cui uno o più moderatori, uno o più clienti, e uno o più partecipanti, fisicamente distanti l'uno dall'altro. Per permettere una cosa del genere, un sistema deve lavorare su almeno due chat separate, che devono poter essere condotte simultaneamente da tre gruppi di partecipanti, per offrire un analogo elettronico dello specchio che divide i clienti dai partecipanti. Inoltre, questo sistema deve sia permettere che proibire la partecipazione in varie discussioni basate sul gruppo dei partecipanti.